# ادگار تینل
ادگار تینل (انگلیسی: Edgar Tinel; ۲۷ مارس ۱۸۵۴ – ۲۸ اکتبر ۱۹۱۲) آهنگساز، استاد دانشگاه، و نوازنده پیانو اهل بلژیک بود.